# 増井光子
増井 光子（ますい みつこ、1937年1月27日 - 2010年7月12日）は、日本の獣医師。東京都恩賜上野動物園園長、横浜市立よこはま動物園園長、兵庫県立コウノトリの郷公園園長（非常勤）、麻布大学客員教授を歴任した。日本の女性獣医師の草分けであり、エンデュランス馬術競技の選手でもあった。

## 経歴
- 1937年（昭和12年）1月27日：大阪府大阪市東成区生まれ[1]。実家は工業用石鹸製造業[1]。樟蔭東学園中学・高校卒[1]
- 1959年（昭和34年）
  - 3月：麻布獣医科大学（現麻布大学）獣医学部獣医科卒。在学中は馬術部に所属。
  - 4月：東京都恩賜上野動物園に勤務。
- 1972年 (昭和47年）：「幼若ネコ類のカルシウム欠乏症に関する臨床学的研究」で麻生獣医科大学獣医学博士。
- 1985年（昭和60年）：日本で初めてのパンダの人工繁殖に成功。
- 1990年（平成2年）：女性初の多摩動物公園園長に就任。
- 1992年（平成4年）：女性初の上野動物園園長に就任。
- 1996年（平成8年）：母校の麻布大学獣医学部客員教授に就任。
- 1998年（平成10年）：日本女性科学者の会（SJWS）功労賞 第三回 - 1998年6月[2]
- 1999年（平成11年）：よこはま動物園ズーラシア初代園長に就任、兵庫県立コウノトリの郷公園の初代園長も兼務。
- 2006年（平成18年）：世界馬術選手権エンデュランス日本代表。
- 2010年（平成22年）7月12日：休暇で滞在していたイギリスで馬術大会の競技中に落馬（7月11日）、搬送先のケンブリッジ大学病院で死去[3]。73歳没。7月19日、ケンブリッジ市内で葬儀が行われた。死没日をもって従六位に叙され、瑞宝双光章追贈[注 1][6]。

## 出演
- 科学大好き土よう塾（NHK教育テレビ）

## 著書
- 『アカ公、なぜ死んだ』秋元書房 1965
- 『草げんのきいろい矢・がんばれスイフティ』松永禎郎等絵 主婦と生活社 しぜんのくにシリーズ どうぶつ　1970
- 『よくわかる犬の飼い方』有紀書房 1970
- 『犬の飼いかた』加藤利以地 絵 秋田書店 カラー版ジュニア入門百科 1971
- 『アフリカ野生動物の旅』時事通信社 1973
- 『ペットを飼おう 犬から虫まで』太田浜路 等絵 学研カラー版ジュニアチャンピオンコース　1973
- 『動物と話す本 表情、動作、声で彼らの"言葉"がわかる』主婦と生活社 21世紀ブックス　1974
- 『名犬なんでも入門』小学館 小学館入門百科シリーズ 1974
- 『わたしの動物記』ポプラ社 1974
- 『日本の動物 哺乳類』木村しゅうじ絵 小学館 自然観察と生態シリーズ 1976
- 『動物私記』未来工房 多摩豆本 1977
- 『動物の親は子をどう育てるか』どうぶつ社 1978　のち学研M文庫
- 『光の国の動物記 エチオピアの野生動物と民衆』八月一日出版 1978
- 『動物が好きだから』どうぶつ社 1979
- 『続・動物私記』未来工房 多摩豆本　1979
- 『動物ってなんだろう 獣医師のノートから』講談社 1979
- 『たのしい動物日記』けいせい出版 1981
- 『動物日記』河出文庫　1987
- 『かわいいイヌ』小学館ミニレディー百科シリーズ　1982
- 『動物園歳時記』ティビーエス・ブリタニカ 1982
- 『たぬきの子』滝波明生え 新日本出版社 新日本動物植物えほん　1983
- 『動物のなかま』保育社 ジュニア図鑑　1983
- 『わたしのチャウチャウ』山本容子画 小学館 1983
- 『パンダの子ども チューリンはきょうも元気』平凡社 ジュニア写真動物記　1984
- 『どうぶつたちの夜』福岡毅え 新日本出版社 新日本動物植物えほん　1985
- 『ぞうさんのはな』滝波明生え 新日本出版社 新日本動物植物えほん　1987
- 『都会の中の動物たち』主婦の友社 1991
- 『野生動物に会いたくて』八坂書房 1996
- 『60歳で夢を見つけた 動物園長、世界を駆ける』紀伊國屋書店 2005
- 『動物の赤ちゃんは、なぜかわいい』創美社 2008

### 共著編
- 『動物園親代り日記』中川志郎共著 サンケイ新聞出版局 ヒット・ブックス　1964
- 『ペットの診療室 病気・手当・美容』中川志郎共著 北隆館 1968
- 『クマ・パンダ・キツネ』オグデン・タナー共著 パシフィカ 世界の野生動物　1979
- 『滅びゆく野生』ドン・アーネスト共著 パシフィカ 世界の野生動物 1979
- 『ライオンのなかまたち』メートランド・A.エディー共著 パシフィカ 世界の野生動物　1979
- 『動物園へいこうよ』千世まゆ子共著 杉山佳奈代画 講談社 1993
- 『とらの巻』編 博品社 1997
- 『動物が好き、人間が好き』福原義春共著 求龍堂 福原義春サクセスフルエイジング対談 1997
- 『動物と話す本 表現、動作、声で、彼らの"言葉"がわかる』編 主婦と生活社 1997
- 『うさぎの兎』編 博品社 1998
- 『ウサギモルモット』編 ポプラ社 育てるふれあう飼い方図鑑 1998
- 『ハムスターシマリス』編 ポプラ社 育てるふれあう飼い方図鑑 1998

### 翻訳
- ピーター・スピア『ごろろうううぶうぶう』渡辺茂男共訳 冨山房 1979
- ステラ・ブルーワー『森へ帰る』増井久子共訳 サンリオ 1979
- マーガレット・サザーランド文 ジャニー・ヒューズ絵『パンダくんこんにちは』冨山房　1980
- ジョン・ボネット・ウェクソ編「ズー・ブックス」誠文堂新光社

『コアラ/パンダ』1984
『ペンギン/水鳥』1984
『オオカミ/クマ』1985
『クジラ/サメ』1985
『ゴリラ/オランウータン』1985
『ゾウ/キリン』1985
『ヘビ/ワニ』1985
『ライオン/ネコ』1985
『ラクダ/ウマ』1985
『ワシ/猛きん類』1985
- オリア・ダグラス=ハミルトン『アフリカゾウ』日本語版監修・訳 くもん出版 大自然の動物ファミリー 1994

## 論文
- 国立情報学研究所収録論文 国立情報学研究所